# Ordine dell'Indipendenza (Afghanistan)
L'Ordine dell'Indipendenza (Nishan--Sirdar-i-Ala) era un ordine cavalleresco dell'Afghanistan monarchico.

## Storia
L'ordine venne istituito per ricompensare quanti si erano battuti per l'indipendenza dell'Afghanistan dal dominio britannico.

## Insegne
La medaglia dell'ordine consisteva in una placca in argento dorato a otto punte, con al centro un disco d'argento con lo stemma dell'Afghanistan poggiante su una mezzaluna.
La placca riprendeva le decorazioni della medaglia ma poteva essere appuntata al petto con una spilla.
Il nastro era rosa con una fascia bianca per parte.

## Gradi
L'Ordine constava dei seguenti gradi:
- Membro di I classe
- Membro di II classe
- Membro di III classe
- Membro di IV classe